# Сигуа, Габриэль
Габриэль Сигуа (груз. გაბრიელ სიგუა; род. 30 июня 2005) — грузинский футболист, полузащитник швейцарского клуба «Базель» и сборной Грузии.

## Клубная карьера
Выступал за футбольные академии грузинских клубов «Рустави» и «Сабуртало». В возрасте 13 лет присоединился к футбольной академии клуба «Динамо (Тбилиси)». 7 августа 2022 года дебютировал за «Динамо» в матче Кубка Грузии против клуба «Самтредиа». 20 августа того же года дебютировал в Эровнули-лиге в матче против клуба «Дила».
Летом 2023 года перешёл в швейцарский клуб «Базель».

## Карьера в сборной
Выступал за сборные Грузии до 16, до 17, до 18 лет и до 21 года.
25 марта 2023 года дебютировал за главную сборную Грузии в товарищеском матче против сборной Монголии.